# Liège-Bastogne-Liège 1925
La 15e édition de Liège-Bastogne-Liège a eu lieu le 14 juin 1925 et a été remportée par le Belge Georges Ronsse. 
Deux hommes se présentent à l'arrivée de cette quinzième édition de la Doyenne. L'Anversois Georges Ronsse bat au sprint son compagnon d'échappée l'Ostendais Gustave Van Slembrouck. 63 coureurs étaient au départ et 20 à l'arrivée. 

## Classement
| n° | Coureur                | Équipe    | Temps           |
| -- | ---------------------- | --------- | --------------- |
| 1  | Georges Ronsse         | -         | 7 h 52 min 00 s |
| 2  | Gustave Van Slembrouck | -         | m.t.            |
| 3  | Louis Eelen            | -         | à 8 min 00 s    |
| 4  | Armand Van Bruaene     | -         | m.t.            |
| 5  | Henri Dekeyser         | -         | m.t.            |
| 6  | Georges Brosteaux      | -         | à 15 min 00 s   |
| 7  | Léon Martin            | JB Louvet | m.t.            |
| 8  | Julien Vuylsteke       | -         | m.t.            |
| 9  | Omer Mahy              | -         | à 16 min 00 s   |
| 10 | Omer Taverne           | -         | à 18 min 00 s   |